# Modernisme literari hispanoamericà

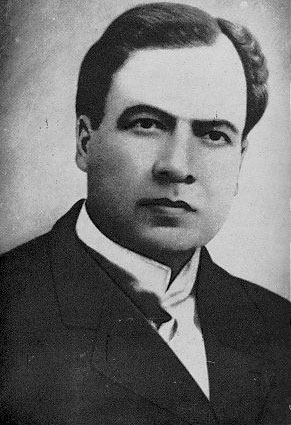
Rubén Darío, considerat el major exponent del moviment, d'enorme repercussió en tota la Literatura en espanyol.

En la literatura en llengua espanyola, el terme modernisme denomina a un moviment literari que es va desenvolupar entre els anys 1880-1920, fonamentalment en l'àmbit de la poesia, que es va caracteritzar per una ambigua rebel·lia creativa, un refinament narcisista i aristocràtic, el culturalisme cosmopolita i una profunda renovació estètica del llenguatge i la mètrica.
Es coneix per modernisme a la forma hispànica de la crisi universal de les lletres i de l'esperit, que es manifesta en l'art, la ciència, la religió i la política. En certs aspectes el seu ressò es percep en moviments i en corrents posteriors. En les arrels del Modernisme hi ha un profund desacord amb la civilització burgesa. En certs sentits, es tracta d'un corrent hereu del Posromanticisme vuitcentista, al que dona una mena de sortida, i en les altres arts aquesta estètica es plasma en les formes de l'art nouveau (a Bèlgica i França), Modern Style (a Anglaterra), Sezession (a Àustria), Jugendstil (a Alemanya i Països Nòrdics), Tiffany (als Estats Units), Floreale (a Itàlia), i Modernismo (a Espanya i Hispanoamèrica).
Tradicionalment, s'ha associat el seu començament a la publicació, el 1888, de Azul..., de Rubén Darío, a causa de la innegable repercussió del llibre en la literatura d'Hispanoamèrica.
El terme modernisme designava cert corrent heterodox de renovació religiosa, i es va aplicar en el camp de les arts a tendències sorgides en els últims vint anys del segle xix. Els seus trets més comuns eren un marcat inconformisme i un esforç de renovació. Inicialment el sobrenom de «modernistes» era utilitzat amb un matís despectiu. Cap al 1890, Rubén Darío i uns altres assumeixen tal designació amb insolent orgull; a partir de llavors el terme modernisme va perdre la connotació pejorativa.

## Característiques
El modernisme literari hispanoamericà és objecte de diferents interpretacions, amb aquestes dues postures fonamentals:
- La més restrictiva ho considera un moviment literari ben definit que es va desenvolupar entre 1888 i 1910.
- La més àmplia considera que el modernisme no és només un moviment literari sinó tota una època i l'actitud que li va servir de base.

Conciliant ambdues, caldria definir el modernisme literari com un moviment de ruptura amb l'estètica vigent que s'inicia entorn de 1880 i el desenvolupament fonamental de la qual aconsegueix fins a la Primera Guerra Mundial. Tal ruptura s'enllaça amb l'àmplia crisi espiritual de finalització de segle.
El modernisme hispànic és una síntesi del Parnassianisme i del Simbolisme: del primer pren la concepció de la poesia com a bloc marmori, amb l'anhel de perfecció formal, els temes exòtics, i els valors sensorials; del segon la concepció que l'art ha de suggerir, i la cerca d'efectes rítmics dins d'una variada musicalitat. El Modernisme també subsumeix, encara que amb menys importància, corrents estètics com el Decadentisme i La Germanor Prerrafaelita.
Les principals característiques del modernisme són:
- El rebuig de la realitat quotidiana, davant la qual l'escriptor pot fugir en el temps (evocant èpoques passades i millors) o a l'espai (molts dels poemes es desenvolupen en llocs exòtics i llunyans).

- Una actitud aristocratitzant i cert preciosisme en l'estil, així com la cerca de la perfecció formal (d'inspiració parnassiana) que s'aprecia no sense cert individualisme.

- Alternança entre el to malenconiós i la vitalitat.

- La cerca de la bellesa s'aconsegueix a través d'imatges molt plàstiques i acostament a les arts, d'una adjectivació amb predomini del color i amb imatges relacionades a tots els sentits, així com amb la musicalitat que produeix l'abús de l'al·literació, els ritmes marcats i la utilització de la sinestèsia (influències del simbolisme).

- Tant la fidelitat a les grans estrofes clàssiques com les variacions sobre els motlles mètrics, utilitzant versos medievals com l'alexandrí, el dodecasíl·lab i l'enneasíl·lab; amb aportacions de noves variants al sonet.

- L'ús de la mitologia i el sensualisme.

- Una renovació lèxica amb l'ús d'hel·lenismes, cultismes i gal·licismes, que no buscava tant la precisió com el prestigi o la raresa del vocable.

- El desig innovador que aspirava a la perfecció que apreciaven en la literatura europea.

- L'adaptació de la mètrica castellana a la llatina. Rubén Darío renova la mètrica amb versos de nou, dotze o catorze síl·labes, que ja semblaven oblidats.

- El culte a la perfecció formal, amb poesia serena i equilibrada.

## Temes
La temàtica modernista revela, d'una banda, un anhel de recreació d'harmonia enfront d'un món inharmònic, i així un ànsia de plenitud i perfecció; i, d'altra banda, una cerca d'arrels en la crisi que va produir un sentiment de desarrelament en l'escriptor, qui es presenta com a guia capaç de mostrar-li a l'home comú els valors veritables. Els temes tractats són molt variats, però aquests són alguns dels més recurrents:
- El neguit típic del romanticisme: el fastig de la vida i una profunda tristesa, al costat de la malenconia i l'angoixa.
- Cerca de la solitud i rebuig d'una societat.
- L'escapisme, evasió de la realitat del temps i de l'espai.
- L'amor i l'erotisme, amb certa idealització de l'amor i de la dona. El tema de l'amor impossible es presenta amb diferències respecte a l'ideal romàntic. Hi ha un contrast entre el profund i delicat amor i un intens erotisme.
- El cosmopolitisme mostra l'anhel de diferent i aristocràtic. Els modernistes demostraven molta devoció per París.
- Els temes americans, especialment els temes indígenes, moltes vegades amb una defensa de l'indígena.
- L'hispà com a antecedent històric valuós que atorga una harmonia enfront del món inharmònic.
- Usa un llenguatge culte

## Principals autors modernistes
El Modernisme hispanoamericà compta amb un elevat nombre d'escriptors a Amèrica. Alguns han tingut veritable repercussió internacional i uns altres han quedat reduïts a l'àmbit nacional. Un aspecte comú van ser els viatges que van fer, bé per treball (molts van ser diplomàtics), bé per ampliar els seus coneixements i conèixer a altres escriptors. Rubén Darío és, sense cap dubte, el més influent, però també hi ha uns altres que van entaular relacions amb escriptors espanyols.
Alguns autors que van participar d'una estètica semblant i van publicar en la primera meitat de la dècada de 1880, com José Martí, Julián del Casal, Manuel Gutiérrez Nájera, Salvador Díaz Tafaner, Enrique Gómez Carrillo, Manuel González Prada, Amado Nervo, José Asunción Silva, Guillermo València, Enrique González Martínez i l'espanyol Salvador Rueda van ser considerats precursors del moviment. La crítica actual els considera autors plenament modernistes.